# Waldemar Jabs
Waldemar Max Eduard Gustav Jabs (* 2. Mai 1877 in Crone an der Brahe; † 1. November 1943 in Berlin) war ein deutscher Maskenbildner bei Bühne und Film.

## Leben und Wirken
Der Sohn eines Theatermalers hatte dank seines Vaters schon als Kind Beziehungen zum Theater und kam auf diese Weise zum Beruf eines Theaterfriseurs. Einer seiner ersten Kunden wurde Josef Kainz; mit Albert Steinrück, der ihn protegierte, kam Jabs unmittelbar nach der Jahrhundertwende nach Berlin. Als Theaterfriseur bzw. Maskenbildner war Waldemar Jabs an zahlreichen hauptstädtischen Bühnen wie dem Schiller-Theater, Max Reinhardts  Deutschem Theater, dem Lessingtheater, dem Theater am Nollendorfplatz, dem Theater am Schiffbauerdamm, dem Metropol-Theater, dem Großen Schauspielhaus, dem Berliner Theater, dem Komödienhaus und zuletzt, zum Zeitpunkt seines Todes, dem von Joseph Goebbels’ Propagandaministerium geführten Theater des Volkes beschäftigt und arbeitete bis 1933 mit so unterschiedlichen Theatermachern wie, neben Reinhardt, Erwin Piscator und Erik Charell zusammen. Kaum einer der führenden Bühnenstars, die unter Reinhardt aufgetreten waren, wurden nicht von Jabs maskenbildnerisch betreut. In Jabs’ Werkstatt wurden zeitweise 4000 Perücken und 10.000 Postkarten mit Abbildungen historischer oder literarischer Persönlichkeiten aufbewahrt, darunter die von König Nebukadnezar, König Lear, Martin Luther, dem Schinderhannes, Orpheus und von Johann Wolfgang von Goethe.
Unmittelbar nach Ende des Ersten Weltkriegs begann Waldemar Jabs, der mittlerweile auch eine eigene Firma mit mehreren Angestellten besaß, auch für den Film zu arbeiten und wurde bis 1945 der mit Abstand bekannteste Vertreter seines Berufs. Jabs war in gut zwei Jahrzehnten an einer beeindruckenden Liste deutscher Filmklassiker beteiligt, beginnend mit Ernst Lubitschs Madame Dubarry mit Emil Jannings und Das Cabinet des Dr. Caligari. Es folgten F. W. Murnaus Meisterwerke Der letzte Mann, Tartuffe und Faust, die maskenintensive Filmphantasie Geheimnisse des Orients und Josef von Sternbergs Der blaue Engel, wo Jabs neben Jannings auch Hans Albers schminkte. Sowohl Jannings (weitere Tonfilm-Kollaborationen bei Liebling der Götter, Stürme der Leidenschaft und Robert Koch, der Bekämpfer des Todes), den er nach der “Dubarry” auch in den drei zuvor genannten Murnau-Filmen optisch umgestaltet hatte, als auch Albers (Bomben auf Monte Carlo, Der Sieger, Quick, Der weiße Dämon, F.P.1 antwortet nicht, Ein gewisser Herr Gran, Flüchtlinge, Peer Gynt und Varieté) wurden bevorzugte Jabs-Klienten, wenn es darum ging, für sie Filmmasken (Schminke, Perücken, falsche Bärte, künstliche Nasen, veränderte Zähne, Augenbrauen, künstliche Wimpern etc.) anzufertigen. 
Auch an großen Publikumserfolgen aus der Frühzeit des Dritten Reichs war Waldemar Jabs maskenbildnerisch beteiligt, so beispielsweise an Reinhold Schünzels Viktor und Viktoria, Ludwig Bergers Walzerkrieg und Heinz Hilperts Liebe, Tod und Teufel sowie an einigen frühen Inszenierungen Detlef Siercks (April, April!, Das Mädchen vom Moorhof, Stützen der Gesellschaft und Schlußakkord). Seine vorletzten Filmmasken lieferte Jabs kurz vor Kriegsausbruch 1939 bei dem ersten abendfüllenden deutschen Farbfilm Frauen sind doch bessere Diplomaten, der erst 1941 seinen Weg in die Kinos fand. Zu diesem Zeitpunkt fertigte Waldemar Jabs gerade die umfangreichen Masken für seine wohl arbeitsintensivste Filmproduktion seiner gesamten Karriere an, den letzten großdeutschen Historienbilderbogen rund um das Leben Friedrich des Großen Der große König. Es wurde Jabs’ letzter Film. Danach blieb er bis zuletzt dem Theater des Volkes verpflichtet. Waldemar Jabs starb 1943 an den Folgen eines Blasenkarzinoms.
Jabs heiratete 1907 Johanna Haase. 1931 wurde die Ehe geschieden.

## Filmografie
- 1919: Madame Dubarry
- 1919: Das Cabinet des Dr. Caligari
- 1920: Spiritismus
- 1921: Der kleine Muck
- 1922: Monna Vanna
- 1924: Der letzte Mann
- 1925: Tartuffe
- 1925: Hanseaten
- 1925: Die Verrufenen
- 1926: Faust
- 1928: Geheimnisse des Orients
- 1930: Der blaue Engel
- 1930: Liebling der Götter
- 1931: Bomben auf Monte Carlo
- 1931: Sein Scheidungsgrund
- 1931: Der Hochtourist
- 1931: Stürme der Leidenschaft
- 1932: Es wird schon wieder besser
- 1932: Der Sieger
- 1932: Quick
- 1932: Strich durch die Rechnung
- 1932: Der weiße Dämon
- 1932: Der schwarze Husar
- 1932: Schuß im Morgengrauen
- 1932: F.P.1 antwortet nicht
- 1932: Lachende Erben
- 1933: Spione am Werk
- 1933: Heut’ kommt’s drauf an
- 1933: Ein Lied für Dich
- 1933: Der Stern von Valencia
- 1933: Flüchtlinge
- 1933: Ein gewisser Herr Gran
- 1933: Viktor und Viktoria
- 1933: Des jungen Dessauers große Liebe
- 1933: Walzerkrieg
- 1934: Mein Herz ruft nach Dir
- 1934: Peer Gynt
- 1934: Fürst Woronzeff
- 1934: Die Czardasfürstin
- 1934: Liebe, Tod und Teufel
- 1934: Lockvogel
- 1934: Jungfrau gegen Mönch
- 1934: Die Töchter ihrer Exzellenz
- 1935: Varieté
- 1935: Zigeunerbaron
- 1935: Der höhere Befehl
- 1935: Der grüne Domino
- 1935: April, April!
- 1935: Das Mädchen vom Moorhof
- 1935: Stützen der Gesellschaft
- 1935: Schwarze Rosen
- 1935: Kater Lampe
- 1936: Donogoo Tonka
- 1936: Waldwinter
- 1936: Schlußakkord
- 1938: Fortsetzung folgt
- 1939: Robert Koch, der Bekämpfer des Todes
- 1939: Heimatland
- 1939: Ihr erstes Erlebnis
- 1939: Das Lied der Wüste
- 1939/41: Frauen sind doch bessere Diplomaten
- 1940: Was wird hier gespielt?
- 1940/42: Der große König